# ASAP Yams
Pour les articles homonymes, voir Steven Rodriguez, Rodriguez et ASAP.
ASAP Yams, stylisé A$AP Yams, de son vrai nom Steven Rodriguez, né le 13 novembre 1988 à Harlem (New York) et mort le 18 janvier 2015 à Brooklyn, à New York, était un producteur de musique et A&R américain. Il est notamment cofondateur du label A$AP Worldwide ainsi que l'un des trois membres fondateurs du collectif hip-hop ASAP Mob.
Son corps a été découvert inanimé dans son appartement au quartier de Williamsburg à Brooklyn lors d'une soirée entre amis. Il est amené en urgence au Centre Médical Woodhull (en), où il décède des suites d'une intoxication grave et d'une overdose par plusieurs médicaments, dont des opiacés (codéine) et des benzodiazépines, étant lui-même adepte du cocktail purple drank (boisson à base de codéine), considéré comme un problème de santé public aux États-Unis,.

## Biographie

### Jeunesse
ASAP Yams a grandi au sud de Harlem, né d'une mère dominicaine et d'un père portoricain, il est rapidement obsédé par le hip-hop. Peu de choses l'intéressaient en dehors de la musique. En effet, celle-ci a rapidement pris une grande place dans sa vie puisqu'il passait tout son temps libre en écoutant la radio ou en cherchant des titres en ligne dès l'âge de 11 ans.
Durant son adolescence, il est allé dans quatre écoles secondaires différentes, mais il finit par abandonner pour un stage chez le label Diplomat Records (en), fondé par le rappeur américain Cam'ron. Il se démarque rapidement en aidant plusieurs producteurs de musique à vendre leurs chansons à différents rappeurs.
C'est une période assez difficile pour lui, si bien que pour gagner de l'argent, il se met à vendre des mixtapes ou à voler au Starbucks, en plus de parfois se faire chasser hors de son domicile familial.

### Mort
Le 18 janvier 2015, ASAP Yams, alors âgé de 26 ans est retrouvé sans vie lors d'une soirée entre amis qui avait lieu dans le quartier de Williamsburg à Brooklyn. Son décès est due à une intoxication grave causée par une overdose de plusieurs médicaments. Le collectif dont faisait partie ASAP Yams, ASAP Mob, annoncera publiquement par la suite que ce dernier est décédé suite une asphyxie et une fausse route causées par le syndrome d'apnées du sommeil (SAS) dont était victime ce dernier.

### Vie privée

#### Problèmes de santé

##### Toxicomanie
C'est dès son plus jeune âge, vers 12 ans, qu'ASAP Yams commence a se droguer. Il achète du cannabis a de petits dealers dans Harlem. Plus tard, vers ses 20 ans, lorsque la gloire commence a illuminer le ASAP Mob, il tombe dans la drogue dure. Héroïne, cocaïne, "purple Drank", tout y passe. 
Ses amis tel que ASAP Rocky tenteront de lui ouvrir les yeux sur sa consommation abusive de stupéfiants, en vain. C'est cette addiction qui le tuera, 6 ans plus tard.